# تشارلز إتش. بارتليت
تشارلز إتش. بارتليت هو قانوني ومحامي وسياسي أمريكي، ولد في 20 نوفمبر 1860 في Sunapee, New Hampshire ‏ في الولايات المتحدة، وتوفي في 25 يناير 1900 في مانشستر في الولايات المتحدة. نشط حزبياً في الحزب الجمهوري. وقد انتخب عضو مجلس ولاية نيوهامبشير ‏.